# Меньшой Брат
Меньшой Брат (Меньший Брат) — действующий вулкан на острове Итуруп Большой Курильской гряды.
Экструзивный купол с тремя кратерами. Высота 562 м. Расположен в северо-восточной части острова; в западной части Медвежьего хребта, в 2 км западнее вулкана Кудрявый.
В настоящее время фиксируется термальная активность.
Название является прямым переводом с айнского. Издали наблюдателям казалось, что конус вулкана сиротливо прислонился к более крупному вулкану Кудрявый.